# Ягытываям
Ягытываям — река на северо-востоке Камчатки.
Длина реки — 10 км. Протекает по территории Олюторского района Камчатского края. Берёт истоки в горном массиве хребта Малиновского, впадает в Олюторский залив.
Гидроним имеет корякское происхождение, однако его точное значение не установлено.
Близ устья реки археологами было обнаружена стоянка древнего человека Ягыты, датировка которой пока не установлена.

## Данные водного реестра
По данным государственного водного реестра России относится к Анадыро-Колымскому бассейновому округу.
Код объекта в государственном водном реестре — 19060000212120000006202.